# Hug I del Maine
Hug I del Maine († 933) va succeir el seu pare com a comte del Maine l'any 900.

## Vida
Era fill de Ragenold de Nèustria i Rotilde, filla de Carles el Calb. Va succeir el seu pare al comtat del Maine l'any 900. Per un matrimoni de la seva germana, de nom desconegut, amb Hug el Gran en algun moment abans del 917, Hug va convertir-se en aliat dels robertins, posant fi a un llarg període d'hostilitat entre ells. Cap a l'any 922, el rei Carles el Simple va retirar el benefici de l'abadia de Chelles a Rotilde, la mare d'Hug i sogra d'Hug el Gran, per confiar-la a un dels seus favorits, Hagà. El favoritisme mostrat a Hagà va causar un gran ressentiment i va comportar, en part, una revolta contra Carles el Simple que va col·locar Robert I de França al tron. Fins i tot després de la mort de la seva germana quan Hug el Gran va casar-se per segon cop, va romandre fidel als robertins.

## Família
De la seva dona no casada, molt probablement d'origen rorgònide, va tenir el seu fill i successor Hug II del Maine.
| Precedit per: Goslí III | Comte del Maine 900 - 950 | Succeït per: Hug II |